# Robert King (escritor)
Robert King (1959) es un escritor y productor de cine y televisión estadounidense. Está casado con Michelle King, quien también es su compañera de escritura. La pareja creó la serie de drama legal The Good Wife (2009-2016), que les valió un premio Writers Guild of America ; su spin-off The Good Fight (2017–); la comedia dramática BrainDead (2016); y el Evil (2019–).

## Vida personal
Asistió a la escuela secundaria Archbishop Mitty y al Westmont College. Es de ascendencia irlandesa e italiana.  Conoció a Michelle Stern en 1983 cuando, en su último año en UCLA, trabajaba a tiempo parcial en la tienda de calzado deportivo FrontRunners. Se casaron en 1987 y tienen una hija, Sofía. Como católico, a menudo asiste a misa con la actriz principal de The Good Fight, Christine Baranski.

## Carrera profesional
Comenzó su carrera escribiendo la película para televisión Imaginary Friends, en 1982, protagonizada por los veteranos actores Peter Ustinov y Lilli Palmer, dirigida por Michael Darlow . Más tarde, King escribió la película de terror de ciencia ficción The Nest (1988) y coescribió Phantom of the Mall: Eric's Revenge, Under the Boardwalk y Bloodfist (todas de 1989).
Continuó escribiendo largometrajes a lo largo de la década de 1990, incluidos Full Contact, Dragon Fire, Clean Slate, Speechless, Cutthroat Island y Red Corner . Dirigió la película de comedia Principal Takes a Holiday en 1998. Coescribió y dirigió Angels in the Infield (2000). Coescribió y produjo Vertical Limit . El y Michelle King cocrearon y coprodujeron la serie dramática de corta duración In Justice en 2006.
Cocrearon una segunda serie dramática legal mucho más exitosa, The Good Wife, que se emitió durante siete temporadas desde 2009 hasta 2016 en CBS . Aparte del episodio piloto, coescribieron los episodios "Stripped", "Unorthodox", "Hi", y otros doce episodios. King y el equipo de guionistas fueron nominados a un premio del Writers Guild of America a la mejor serie nueva por The Good Wife .
El y Michelle King también crearon y produjeron la serie dramática de suspenso y comedia BrainDead, que se emitió en CBS del 13 de junio de 2016 al 17 de octubre de 2016 antes de que fuera cancelada. Luego, regresaron a su spin-off de The Good Wife, The Good Fight, como showrunners. Más recientemente, la compañía King Size Productions firmó un acuerdo general con CBS Studios.

## Filmografía

### Películas
| Año  | Título                                                | Rol                 |
| ---- | ----------------------------------------------------- | ------------------- |
| 1988 | El nido                                               | Escritor            |
| 1989 | Bajo el paseo marítimo                                | Escritor            |
| 1989 | Puño de sangre                                        | Escritor            |
| 1989 | El Fantasma del Centro Comercial: La Venganza de Eric | Escritor            |
| 1989 | Seda 2                                                | Escritor            |
| 1993 | Contacto total                                        | Escritor            |
| 1993 | Fuego de Dragon                                       | Escritor            |
| 1994 | Borrón y cuenta nueva                                 | Escritor            |
| 1994 | Sin habla                                             | Escritor            |
| 1995 | Isla despiadada                                       | Escritor            |
| 1997 | El laberinto rojo                                     | Escritor            |
| 2000 | Límite vertical                                       | Escritor, productor |

### Televisión
| Año           | Título                          | Rol                                              | notas                                  |
| ------------- | ------------------------------- | ------------------------------------------------ | -------------------------------------- |
| 1982          | Amigos imaginarios              | jugar por                                        | película de televisión                 |
| 1998          | El director se va de vacaciones | escritor, director                               | película de televisión                 |
| 2000          | Ángeles en el Infield           | escritor, director                               | película de televisión                 |
| 2006          | En justicia                     | Escritor, creador, productor ejecutivo           | Serie de televisión, con Michelle King |
| 2009-2016     | La buena esposa                 | Escritor, creador, productor ejecutivo, director | Serie de televisión, con Michelle King |
| 2016          | Muerte cerebral                 | Escritor, creador, productor ejecutivo, director | Serie de televisión, con Michelle King |
| 2017-presente | la buena pelea                  | Escritor, creador, productor ejecutivo, director | Serie de televisión, con Michelle King |
| 2019-presente | Evil                            | Escritor, creador, productor ejecutivo, director | Serie de televisión, con Michelle King |
| 2020-presente | Tu honor                        | Productor ejecutivo                              | Serie de televisión, con Michelle King |
| 2021          | La mordida                      | Escritor, creador, productor ejecutivo           | Miniserie, con Michelle King           |

## Premios y nominaciones
Fue nominado a un premio Writers Guild of America a la mejor serie nueva por The Good Wife .